# Burg Rambach

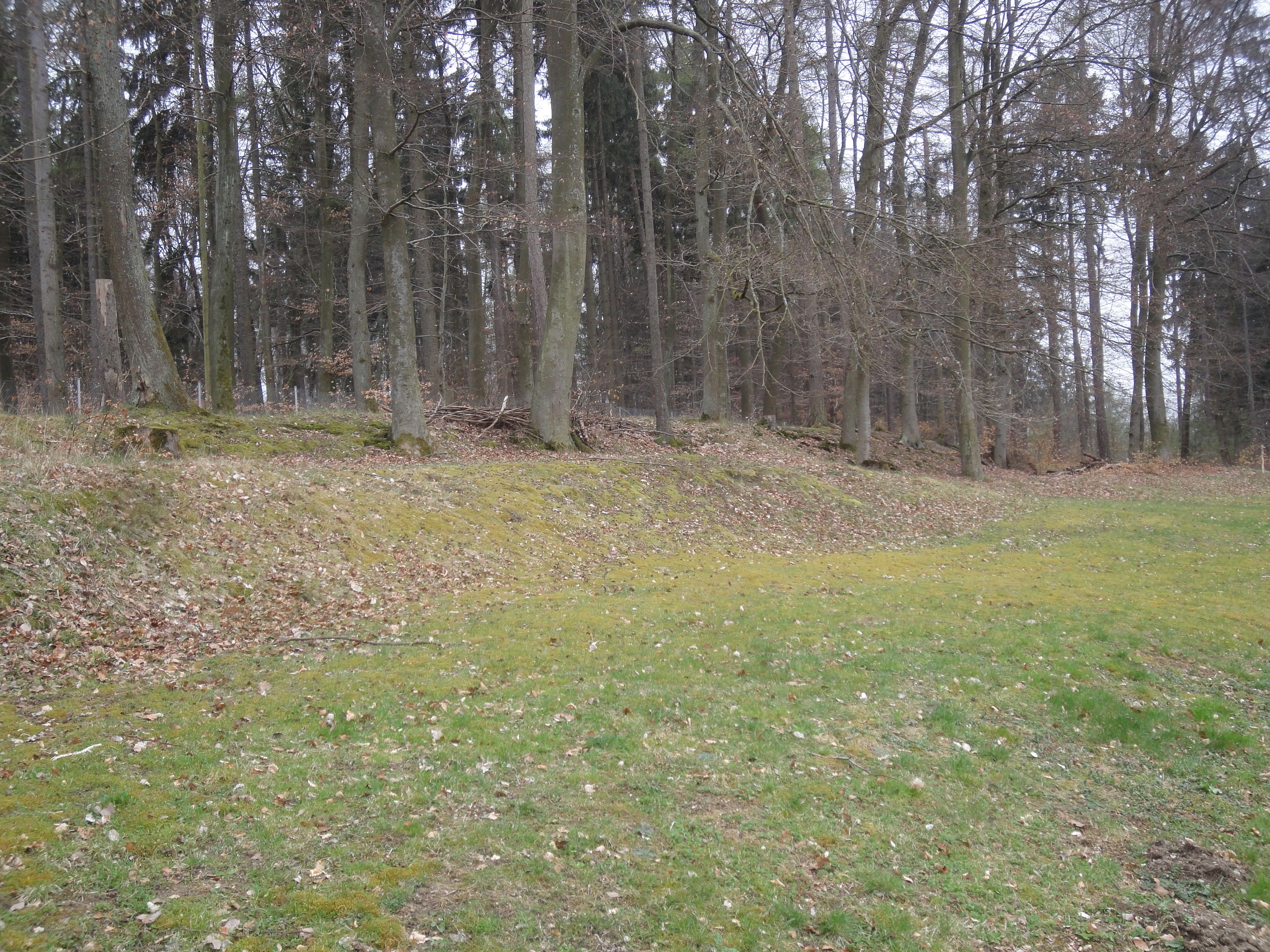
Ostteil der Anlage am Rand des Sportplatz

Bei der Burg Rambach handelt es sich um eine Wallburg am westlichen Ortsrand von Wiesbaden-Rambach im südlichen Taunus. Die in der Gemarkung Burg gelegene Anlage ist undatiert. 

## Lage und Beschreibung
Der Burgstall der Höhenburg liegt am westlichen Ortsrand, südlich des örtlichen Sportplatzes. Es handelt sich um einen einzelnen Wall, der sich in einen Ost- und einen Westteil unterteilt. Insgesamt weist er eine Länge von 190 Metern auf. Der Ostteil ist etwa 65 Meter lang. Hier war ein rund 2,20 Meter tiefer und 6 Meter breiter Graben vorhanden, der heute nicht mehr vorzufinden ist. Der noch sichtbare Wall ist rund 2 Meter hoch (innenseitig rund 0,6 Meter). 
Zwischen Ostteil und Westteil befindet sich eine ca. 24 Meter breite Lücke.
Am Westteil findet sich heute ein rund 5 Meter breiter und 0,6 Meter tiefer Graben. Ursprünglich war hier ein 1,80 Meter tiefer Spitzgraben vorhanden. Deutlich zeigt sich auch die bis zu 2 Meter hohe Wallaußenböschung.
Der Wall trennt in seiner Form das Ende eines Bergrückens an der angriffsgefährdeten Nordseite ab. Alle anderen Bergflanken fallen 50 bis 60 Meter in den Talgrund ab.

## Erkundung
Ausgrabungen fanden 1913 durch Christian Ludwig Thomas statt. Er fand heraus, dass der Wall auf einer Holz-Stein-Erde-Konstruktion beruhte, mit einer Trockenmauer aus Taunusschiefer. Aufgrund fehlender Funde ist eine Datierung nicht möglich.

## Denkmalschutz
Der Bereich der Wallanlage ist ein Bodendenkmal nach dem Hessischen Denkmalschutzgesetz. Nachforschungen und gezieltes Sammeln von Funden sind genehmigungspflichtig, Zufallsfunde an die Denkmalbehörden zu melden.